# رأيت الشيطان
رأيت الشيطان (بالكورية: 악마를 보았다)‏ هو فيلم أكشن إثارة كوري جنوبي صدر عام 2010، من إخراج كيم جي وون وسيناريو بارك هون جونغ. وبطولة لي بيونغ هون وتشوي مين سيك، ويحكي الفيلم قصة كيم سو هيون وكيل خدمة الاستخبارات الوطنية، الذي يسعى إلى الانتقام بعدما قتل القاتل المتسلسل جانغ كيانغ تشول خطيبته بوحشية. عُرض الفيلم لأول مرة في الولايات المتحدة في مهرجان صاندانس السينمائي عام 2011 وكان إصداره المسرحي الأمريكي محدودًا.

## القصة
في إحدى الليالي الثلجية، يصطدم جانغ كيونغ تشول، سائق الحافلة المدرسية، بجانغ جو يون ويعرض عليها إصلاح إطارها. بعد أن ضربها وأفقدها وعيها، يقتلها باستعمال مقصلة مؤقتة في بيته، ويرمي أطراف جثتها في مجرى مائي. عندما يكتشف صبي أحد أذني جو يون، يتم استدعاء الشرطة تحت قيادة رئيس القسم أوه ورئيس الفرقة جانغ (والد جو يون). فيتعهد كيم سو هيون، وكيل الخدمة السرية في المخابرات الوطنية وخطيب جو يون، بتعقب قاتل جو يون والانتقام منه.

## الممثلون
- لي بيونغ هون في دور كيم سو هيون، وكيل دائرة المخابرات الوطنية
- تشوي مين سيك في دور جانغ كيونغ تشول، سائق حافلة أكاديمية وقاتل متسلسل
- أوه سان ها في دور جانغ جو يون، خطيبة سو هيون
- جيون جوك هوان في دور رئيس فرقة جانغ، والد جو يون
- كيم يون سيو في دور جانغ سي يون، أخت جو يون
- تشون هو جين كرئيس قسم أوه، قائد الشرطة
- تشوي مو سونغ مثل تاي جو، صديق كيونغ تشول
- كيم ان سيو في دور سي جونغ، صديقة تاي جو
- يون تشاي يونغ في دور الممرضة هان سونغ يي
- نام بو ره في دور ابنة رئيس القسم أوه

## روابط خارجية
- رأيت الشيطان على موقع IMDb (الإنجليزية)
- رأيت الشيطان على موقع ميتاكريتيك (الإنجليزية)
- رأيت الشيطان على موقع روتن توميتوز (الإنجليزية)
- رأيت الشيطان على موقع نتفليكس (الإنجليزية)
- رأيت الشيطان على موقع ألو سيني (الفرنسية)
- رأيت الشيطان على موقع Turner Classic Movies (الإنجليزية)
- رأيت الشيطان على موقع أول موفي (الإنجليزية)
- رأيت الشيطان على موقع بوكس أوفيس موجو (الإنجليزية)
- رأيت الشيطان على موقع فيلمافينيتي (الإسبانية)
- رأيت الشيطان على موقع قاعدة بيانات الأفلام السويدية (السويدية)